# Kristin Dattilo
Kristin Dattilo (Kankakee, Illinois, 30 de noviembre de 1970) es una actriz de televisión estadounidense, más conocida por interpretar a Yola Gaylen en The Chris Isaak Show de 2001 a 2004. Además, apareció en un episodio de CSI: Crime Scene Investigation, nueve episodios de Dexter, tres episodios de Tracey Takes On... y muchas otras apariciones televisivas que también incluyen series como Beverly Hills 90210, Angel, Friends, Grounded for Life, Veronica Mars y Two and a Half Men.
También es recordada por su papel como el personaje principal del vídeo musical de la canción de Aerosmith «Janie's Got a Gun».

## Filmografía

### Film
| Año  | Título                                        | Rol                | Notas           |
| ---- | --------------------------------------------- | ------------------ | --------------- |
| 1990 | Mirror, Mirror                                | Nikki Chandler     |                 |
| 1990 | The Legend of Grizzly Adams                   | Kimberly           |                 |
| 1991 | Pyrates                                       | Pia                |                 |
| 1992 | The Final Judgement                           | Paula              |                 |
| 1996 | Power 98                                      | Betsy              |                 |
| 1996 | Two Guys Talkin' About Girls                  | Angel              | Direct-to-video |
| 1996 | Infinity                                      | Joan Feynman       |                 |
| 1997 | Just Write                                    | Turista #2         |                 |
| 1998 | Some Girl                                     | Suzanne            |                 |
| 2001 | Love and Support                              | Elaine             |                 |
| 2003 | Coronado                                      | Claire Winslow     |                 |
| 2003 | Intolerable Cruelty                           | Joven mujer de Rex |                 |
| 2014 | Audrey                                        | Joanne             |                 |
| 2018 | How to Get Rid of a Body and Still Be Friends | Maddie Harmon      |                 |
| 2019 | El Coyote                                     | Sophie Spencer     |                 |

### Televisión
| Año       | Título                            | Rol                      | Notas                                                      |
| --------- | --------------------------------- | ------------------------ | ---------------------------------------------------------- |
| 1988–1989 | TV 101                            | Allison / Venus          | 3 episodios                                                |
| 1990      | 21 Jump Street                    | Allison                  | Episodio: "Blackout"                                       |
| 1990      | ABC Afterschool Special           | Allison Street           | Episodio: "A Question About Sex"                           |
| 1990      | Hull High                         | D.J. Sarkin              | 9 episodios                                                |
| 1991      | Beverly Hills, 90210              | Melissa Coolidge         | Episodio: "One Man and a Baby"                             |
| 1991      | Child of Darkness, Child of Light | Kathleen Beavier         | Film para TV                                               |
| 1991      | Parker Lewis Can't Lose           | Rita                     | Episodio: "Full Mental Jacket"                             |
| 1992      | Davis Rules                       | Laura                    | Episodio: "The Moment of Youth"                            |
| 1992      | Cruel Doubt                       | Estudiante               | 2 episodios                                                |
| 1993      | Camp Wilder                       | Gina                     | Episodio: "Bringing Up Brody"                              |
| 1993      | Joe's Life                        | Kelly                    | Episodio: "Yule Be Sorry"                                  |
| 1995      | If Someone Had Known              | Sharon Liner             | Film para TV                                               |
| 1995      | Marker                            | Elizabeth Cole           | Episodio: "Discover"                                       |
| 1995      | The Office                        | Deborah Beaumont         | 6 episodios                                                |
| 1996      | Local Heroes                      | Bonnie                   | 7 episodios                                                |
| 1996–1998 | Tracey Takes On...                | Marmalade Granger / Mamá | 3 episodios                                                |
| 1997      | Relativity                        | Suzanne                  | 2 episodios                                                |
| 1997      | Hitz                              | Angela                   | 10 episodios                                               |
| 1998      | Rude Awakening                    | Yvonne                   | Episodio: "Vagina"                                         |
| 1998      | Ally McBeal                       | Laura Payne              | Episodio: "Story of Love"                                  |
| 1999      | Friends                           | Caitlin                  | Episodio: "The One Where Ross Can't Flirt"                 |
| 1999      | Angel                             | Harriett 'Harry' Doyle   | Episodio: "The Bachelor Party"                             |
| 1999      | JAG                               | Laurie Westin            | Episodio: "Contemptuous Words"                             |
| 1999      | It's Like, You Know...            | Niñera / Cynthia         | Episodio: "The Apartment"                                  |
| 2000      | Grapevine                         | Diana                    | Episodio: "Matt"                                           |
| 2001–2004 | The Chris Isaak Show              | Yola Gaylen              | 47 episodios                                               |
| 2002      | The Drew Carey Show               | Amy                      | Episodio: "Mama Told Me I Should Come"                     |
| 2003      | Two and a Half Men                | Cindy                    | Episodio: "If They Do Go Either Way, They're Usually Fake" |
| 2004      | Grounded for Life                 | Hope                     | 4 episodios                                                |
| 2005      | Complete Savages                  | Sra. Milfner             | Episodio: "Teen Things I Hate About You"                   |
| 2005      | Veronica Mars                     | Carla Cotter             | Episodio: "Driver Ed"                                      |
| 2006      | Courting Alex                     | Valerie                  | Episodio: "Alex Looks Out for Steven"                      |
| 2008      | CSI: Crime Scene Investigation    | Paula Bonfilio           | Episodio: "The Happy Place"                                |
| 2008      | Dexter                            | Det. Barbara Gianna      | 9 episodios                                                |
| 2008      | To Love and Die                   | Nancy                    | Film para TV                                               |
| 2009      | Southland                         | Karen Campbell           | 2 episodios                                                |
| 2009      | The Amazing Mrs. Novak            | Goldie                   | Film para TV                                               |
| 2012      | Aubrey                            | Monica                   | Episodio: "A Tart Finish"                                  |
| 2018      | Stuck in the Middle               | Vendedora                | Episodio: "Stuck in Harley's Quinceañera"                  |